# 사금융
또는 사채업(私債業) 혹은 대부업(貸付業)은 금전의 대부 또는 중개를 업으로 행하는 것으로 금융 기관이 아닌 금전 대여업자에게 돈을 빌리는 일을 말한다.
금융 기관은 제1금융권(은행 등)이나 제2금융권 등을 의미하고, 금전 대여업이란 등록 대부업, 미등록 대부업, 개인 간 금전거래 등을 뜻한다. 미등록 대부업이나 개인 간 금전거래는 등록 대부업과 법정이자율이 다를 수 있다. 통상 미등록 대부업이나 개인 간 금전거래는 등록 대부업보다 법정이자율이 낮다.

## 사업 방식
보통 제도권 금융기관에서 대출을 받지 못할 처지의 개인이나 회사가 급전을 구하기 위해 사채업소를 찾는다. 속칭 카드깡, 자동차할부깡, 상품권깡 등의 대출 방식 등도 알려져 있다. 부동산을 담보로 대출해주는 방식도 많지만, 일반적으로는 담보 능력이 안되는 소비자를 대상으로 고리의 이자를 받고 대출을 해준다. 삼성전자도 금융위기 때 자금난으로 사채를 이용한 적이 있다.
사채업소는 대개 '캐피탈', '컨설팅', '투자' 등의 간판을 내세우지만, 다른 사업을 겸업하는 경우도 많아 '상사', '무역', '개발' 등의 회사명을 가지기도 한다. 여러 형태의 사채업소가 존재하지만 이들의 공통점은 높은 이자와 수수료를 요구한다는 것이다.
사채업소는 대출 업무 외에도 기업 어음, 양도성예금증서(CD), 채권(債券), 비상장 주식을 현금이나 다른 형태의 자본으로 교환해주는 업무도 본다. 어떤 경우에는 수표를 소액권 수표나 현금, 외화 등으로 교환해주는 등의 자금 세탁 역할을 한다고도 알려져 있다.

## 대부업법
본래 금융기관 이외에는 대출 업무를 할 수 없었지만 2002년 대부업법이 시행되며 금융기관 이외에도 대부업을 영위할 수 있게 되었다. 2013년 기준으로 대부업법에 따르면 등록비 10만 원만 내면 누구나 대부업을 할 수 있다. 시설 기준이나 요건도 따로 없다. 대부업의 법정이자율은 2002년 10월 전까지는 연 66%였고, 2007년 10월 49%로, 2010년 7월 44%로, 2011년 6월 39%(현행)로 조정됐다.

## 문제점
사금융의 문제점은 높은 금리와 부당 추심 행위(폭력 등 불법적인 방법을 동원하여 빚을 받아 내는 일)이다. 2002년 10월부터 2004년 8월까지 금융감독원에 접수된 사금융 피해 신고 현황을 보면 신고된 총 4078건 가운데 고금리(51.7%)와 부당한 채권 추심 행위(31.5%)로 인한 피해 사례가 87.5%를 차지하고 있다. 실제 재정경제부가 2006년 10월 국회에 제출한 국정감사 자료에서도 최근 5년 동안 사금융 이용자들의 평균 대출 금리가 연 210%에 달한 것으로 나타났다.
사금융 이용자들의 연 평균 대출금리는 2001년 234%에서 2002년 188%, 2003년 189%, 2004년 222%, 2005년 196% 등을 기록하고 있다.( 이때 최고 대출금리가 2880%(3000% 정도)에 달하였다고 한다.)
 불법 추심 행위는 폭력뿐만 아니라 협박, 감금, 공포심 유발 등도 포함한다. 그리고 대부업소에 의해 신용조회된 사채 이용자는 은행권에서 대출이 되지 않는다.

## 관련 기업
대한민국의 사금융 시장은 소규모의 업체들은 몰락하고 대형 업체들 위주로 재편성되어 왔다. 물론 이러한 대형 업체들은 합법적으로 등록을 하고 대부업을 영위하는 회사들이다. 러시앤캐시, 산와머니 등의 일본계 대부업체들이 막강한 자금력을 바탕으로 시장점유율 1, 2위를 점유하고 있다. 자세한 것은 대부업 항목 참조.

## 같이 보기
- 대부업
- 제3금융권
- 마이크로크레딧
- 연대보증